# The Best Belong Together
The Best Belong Together é o álbum de estreia  o trio de hip hop/R&B B.V.S.M.P., lançado em 1988 pela gravadora BCM Records. Desse álbum saíram quatro singles, sendo o primeiro single, "I Need You", a canção que conseguiu o maior sucesso nas paradas musicais, alcançando a posição #3 na Alemanha e também no Reino Unido. O segundo single, "Be Gentle", embora não tenha conseguido o mesmo sucesso do single anterior, conseguiu algum destaque, chegando a posição #12 na Alemanha e #15 nos Países Baixos. O terceiro single, "Anytime", chegou a posição #21 na Alemanha, #86 no Reino Unido e #22 na Suíça. O quarto e último single, "Can We Go On" (lançada com o nome de "On and On (Can We Go On)", não conseguiu entrar em nenhuma parada musical.
No Brasil, a canção "I Need You" entrou da trilha sonora internacional da novela A Viagem, de 1994.

## Faixas
| N.º | Título                            | Duração |  |
| 1.  | "Anytime"                         | 3:37    |  |
| 2.  | "I Need You"                      | 5:06    |  |
| 3.  | "Grab Dat Botre"                  | 4:21    |  |
| 4.  | "Can We Go On"                    | 6:09    |  |
| 5.  | "Be Gentle"                       | 5:13    |  |
| 6.  | "Rock Bottom"                     | 4:31    |  |
| 7.  | "2 Much 2 B Touched"              | 3:47    |  |
| 8.  | "Crack Kills (If You Don't Stop)" | 5:02    |  |
| 9.  | "I Need You" (Special Remix)      | 4:37    |  |
| 10. | "Gentle Memory"                   | 3:56    |  |

Faixa Bônus
| N.º | Título               | Duração |  |
| 11. | "B.V.S.M.P. Megamix" | 4:56    |  |

## Posições nas paradas musicais
| Parada musical (1988)           | Melhor posição |
| ------------------------------- | -------------- |
| Alemanha - Media Control Charts | 46             |